# دورین ماتئوتس
دورین ماتئوتس (رومانیایی: Dorin Mateuț؛ زادهٔ ۵ اوت ۱۹۶۵) یک بازیکن فوتبال اهل رومانی است.
از باشگاه‌هایی که در آن بازی کرده‌است می‌توان به ساراگوسا، دینامو بخارست، و برشا اشاره کرد.
وی همچنین در تیم ملی فوتبال رومانی بازی کرده‌است.